# غلظت زیستی
در سم‌شناسی آبزیان، غلظت زیستی (به انگلیسی: Bioconcentration) تجمع یک ماده شیمیایی موجود در آب در ارگانیسمی است که در معرض آب قرار دارد.
روش‌های مختلفی برای اندازه‌گیری و ارزیابی تجمع زیستی و غلظت زیستی وجود دارد. اینها عبارتند از: ضریب تقسیم آب اکتانول (K OW)، فاکتورهای غلظت زیستی (BCF)، عوامل تجمع زیستی (BAF) و فاکتور تجمع رسوب زیستی (BSAF). هر یک از این‌ها را می‌توان با استفاده از داده‌های تجربی یا اندازه‌گیری‌ها و همچنین از مدل‌های ریاضی محاسبه کرد. یکی از این مدل‌های ریاضی یک مدل فاکتور غلظت زیستی مبتنی بر فوگاسیتی است که توسط Don Mackay گسترش‌یافته است.
فاکتور غلظت زیستی را می‌توان به صورت نسبت غلظت یک ماده شیمیایی در یک موجود زنده به غلظت ماده شیمیایی در محیط پیرامون بیان کرد. فاکتور غلظت زیستی اندازه‌گیری میزان اشتراک شیمیایی بین یک موجود زنده و محیط پیرامون است.